# Linksjugend solid
Linksjugend ['solid] (pol. Lewicowa młodzież ['solid]) – organizacja młodzieżowa niemieckiej partii politycznej Die Linke. Nazwa "solid" pochodzi od sozialistisch, links, demokratisch (socjalistyczna, lewicowa, demokratyczna). Jest członkiem European Network of Democratic Young Left, wspólnoty organizacji młodzieżowych o profilu socjalistycznym, eko-socjalistycznym i radykalnie demokratycznym.

## Ideologia
Organizacja określa się jako socjalistyczna, antyfaszystowska, feministyczna, postuluje idee demokracji oddolnej. Twardo forsuje hasło „sozialistisch, links, demokratisch“ (socjalizm, lewica, demokracja). Linksjugend dąży do „wolnościowego, bezklasowego społeczeństwa”, w którym banki i korporacje mają być przekazane do publicznej własności. Organizacja młodzieżowa postrzega siebie jako część ruchu emancypacyjnego, współpracuje z innymi strukturami politycznymi młodzieży o profilu socjalistycznym, komunistycznym i anarchistycznym. Uważa się za jedną z reprezentacji młodego pokolenia i Partii Lewicy. System parlamentarny jest postrzegany jako etap, który będzie używany do walki o bardziej sprawiedliwy świat.

## Historia
Ugrupowanie zostało założone 20 maja 2007, w kongresie założycielskim uczestniczyły grupy młodzieży z dawnej Partii Demokratycznego Socjalizmu i Alternatywy Wyborczej Praca i Sprawiedliwość Społeczna. Konferencja partyjna Die Linke w dniu 16 czerwca 2007 r. uznała Linksjugend za młodzieżówkę tej partii. Stowarzyszenie studenckie Die Linke.SDS, założone 5 maja 2007 r., stało się częścią Linksjugend. 
Na kongresie, który odbył się w kwietniu 2008 w Lipsku, opublikowano program organizacji. 